# Borasandra, Kunigal
Borasandra là một làng thuộc tehsil Kunigal, huyện Tumkur, bang Karnataka, Ấn Độ.